# Kostroma (città)
Kostromá (in russo Кострома́?) è una città della Russia europea centrale, a nord-est di Mosca, alla confluenza del fiume Kostroma nel Volga; è capoluogo della provincia omonima e fa parte del cosiddetto Anello d'oro.

## Storia
La città viene citata per la prima volta nelle cronache nel 1213, anche se pare sia più antica di circa mezzo secolo, essendo stata fondata dal principe Jurij Dolgorukij di Kiev; sembrerebbe quindi essere all'incirca contemporanea di Mosca. Similmente a molte altre città della Russia europea, anche Kostroma è stata messa a sacco dai popoli nomadi che scorrazzavano nella zona, primi fra tutti i Mongoli.
Nel 1773, un violento incendio la distrusse pressoché interamente. Come tutte le città dell'Anello d'oro, anche a Kostroma rimangono molte testimonianze del passato (importante il monastero Ipat'ev); ne deriva una certa importanza turistica, anche internazionale. Kostroma è servita da un aeroporto.

## Società

### Evoluzione demografica
Fonte: mojgorod.ru
- 1811: 10 100
- 1897: 41 400
- 1939: 121 300
- 1970: 223 000
- 1989: 278 400
- 1998: 289 400
- 2002: 278 750
- 2006: 274 500